# Список глав государств в 1949 году
| 1948 ← Список глав государств по годам → 1950 |

В списке перечислены лидеры государств по состоянию на 1949 год. В том случае, если ведущую роль в государстве играет коммунистическая партия, указан как де-юре глава государства — председатель высшего органа государственной власти, так и де-факто — глава коммунистической партии.
Цветом выделены страны, в которых в данном году произошли смены власти вследствие следующих событий:
- Получение страной независимости;
- Военный переворот, революция, всеобщее восстание ;
- Президентские выборы;
- парламентские выборы, парламентский кризис;
- Смерть одного из руководителей страны;
- Иные причины.

## Азия
| | Арабские эмираты (протектораты Великобритании) | | | | |  |
| | | Абу-Даби | Эмир                                                                                                | Шахбут ибн Султан Аль Нахайян | 1928 год—1966 год                                                                                         |  |
| | Аджман | Эмир | Рашид III ибн Хумайд                                                                                | 1928 год—1981 год | |  |
| | Дубай | Шейх | Саид ибн Мактум                                                                                     | 1912 год—1958 год | |  |
| | Рас-эль-Хайма | Эмир | Сакр ибн Мухаммад                                                                                   | 1948 год—2010 год | |  |
| | Умм-эль-Кайвайн | Эмир | Ахмад II бин Рашид аль-Муалла                                                                       | 1929 год—1981 год | |  |
| | Эль-Фуджайра | Шейх | Мохаммед бин Хамад                                                                                  | 1938 год—1974 год | |  |
| | Шарджа | Шейх | Султан II бин Сакр                                                                                  | 1924 год—1951 год | |  |
| | Афганистан | Афганистан | Король                                                                                              | Захир-шах | 1933 год—1973 год                                                                                         |  |
| Премьер-министр | Афганистан | Афганистан | Шах Махмуд-хан                                                                                      | 1946 год—1953 год | |  |
| | Бахрейн (протекторат Великобритании) | Бахрейн (протекторат Великобритании) | Хаким                                                                                               | Салман ибн Хамад Аль Халифа | 1942 год—1961 год                                                                                         |  |
| | Союз Бирма | Союз Бирма | Президент                                                                                           | Со Шве Тай | 1948 год—1952 год                                                                                         |  |
| Премьер-министр | Союз Бирма | Союз Бирма | У Ну                                                                                                | 1948 год—1956 год, 1957 год—1958 год, 1960 год—1962 год | |  |
| Шанские княжества | | | | | |  |
| | Йонгве | Саофа | Со Шве Тай                                                                                          | 1926 год—1959 год | |  |
| Кенгтунг | Саофа | Саи Лонг | 1945 год—1959 год                                                                                   | | |  |
| Локсок (Ятсок) | Саофа | Хкун Нсар | 1946 год—1959 год                                                                                   | | |  |
| Мокме | Саофа | Хкун Хконг | 1915 год—1959 год                                                                                   | | |  |
| Монгнай | Саофа | Хкун Кьо Хо Сао Пи | 1928 год—1949 год 1949 год—1959 год                                                                 | | |  |
| Монгпай | саофа | Хкун Пин Нья | 1908 год—1959 год                                                                                   | | |  |
| Монгпон | Саофа | Хсо Хом | 1947 год—1959 год                                                                                   | | |  |
| Северное Сенви | Саофа | Хом Хпа | 1915 год—1959 год                                                                                   | | |  |
| Сипау | Саофа | Кья Сенг | 1947 год—1959 год                                                                                   | | |  |
| Южное Сенви | Саофа | Хсу Хом | 1946 год—1959 год                                                                                   | | |  |
| | Бруней (протекторат Великобритании) | Бруней (протекторат Великобритании) | Султан                                                                                              | Ахмад Таджуддин | 1924 год—1950 год                                                                                         |  |
| | Бутан | Бутан | Король                                                                                              | Джигме Вангчук | 1926 год—1952 год                                                                                         |  |
| | Государство Вьетнам Марионеточное государство Франции, образовано 14 июля 1949 года. Претендовало на контроль над всей территорией Вьетнама, на протяжении всего своего существования вело войну с коммунистическим правительством Демократической Республики Вьетнам                                                      | Государство Вьетнам Марионеточное государство Франции, образовано 14 июля 1949 года. Претендовало на контроль над всей территорией Вьетнама, на протяжении всего своего существования вело войну с коммунистическим правительством Демократической Республики Вьетнам                                                      | Президент                                                                                           | Бао-дай | 1949 год—1955 год                                                                                         |  |
| Премьер-министр | Государство Вьетнам Марионеточное государство Франции, образовано 14 июля 1949 года. Претендовало на контроль над всей территорией Вьетнама, на протяжении всего своего существования вело войну с коммунистическим правительством Демократической Республики Вьетнам                                                      | Государство Вьетнам Марионеточное государство Франции, образовано 14 июля 1949 года. Претендовало на контроль над всей территорией Вьетнама, на протяжении всего своего существования вело войну с коммунистическим правительством Демократической Республики Вьетнам                                                      | Бао-дай                                                                                             | 1949 год—1950 год | |  |
| | Временное центральное правительство Вьетнама | Премьер-министр | Нгуен Ван Суан                                                                                      | 1948 год—1949 год | |  |
| 14 июля 1949 года образовано Государство Вьетнам | Временное центральное правительство Вьетнама | | | | |  |
| | Демократическая Республика Вьетнам После образования 14 июля 1949 года Государства Вьетнам фактически находилось в подполье, вело партизанскую войну против французов | Демократическая Республика Вьетнам После образования 14 июля 1949 года Государства Вьетнам фактически находилось в подполье, вело партизанскую войну против французов | Президент                                                                                           | Хо Ши Мин | 1945 год—1969 год                                                                                         |  |
| Премьер-министр | Демократическая Республика Вьетнам После образования 14 июля 1949 года Государства Вьетнам фактически находилось в подполье, вело партизанскую войну против французов | Демократическая Республика Вьетнам После образования 14 июля 1949 года Государства Вьетнам фактически находилось в подполье, вело партизанскую войну против французов | Хо Ши Мин                                                                                           | 1945 год—1955 год | |  |
| Флаг Израиля | Израиль | Израиль | Председатель Временного государственного совета                                                     | Хаим Вейцман | 1948 год—1949 год                                                                                         |  |
| Флаг Израиля | Израиль | Израиль | Президент                                                                                           | Хаим Вейцман | 1949 год—1952 год                                                                                         |  |
| Флаг Израиля | Израиль | Израиль | Премьер-министр                                                                                     | Давид Бен-Гурион | 1948 год—1954 год, 1955 год—1963 год                                                                      |  |
| | Индийский Союз доминион Великобритании | Индийский Союз доминион Великобритании | Король                                                                                              | Георг VI | 1947 год—1950 год                                                                                         |  |
| Генерал-губернатор | Индийский Союз доминион Великобритании | Индийский Союз доминион Великобритании | Чакраварти Раджагопалачария                                                                         | 1948 год—1950 год | |  |
| Премьер-министр | Индийский Союз доминион Великобритании | Индийский Союз доминион Великобритании | Джавахарлал Неру                                                                                    | 1947 год—1950 год | |  |
| В 1947—1950 годах бывшие княжества Британской Индии присоединились к Индийскому Союзу или Пакистану                                                 | Индийский Союз доминион Великобритании | Индийский Союз доминион Великобритании | | | |  |
| | | Аджайгарх | Савай махараджа                                                                                     | Пунья Пратап Сингх | 1942 год—1950 год                                                                                         |  |
| | Барода | Махараджа | Пратап Сингх Гаеквад                                                                                | 1939 год—1949 год | |  |
| | Бунди | Махарао раджа | Бахадур Сингх                                                                                       | 1945 год—1949 год | |  |
| | Бхопал | наваб | Хамидулла Хан                                                                                       | 1926 год—1949 год | |  |
| | Гархвал | махараджа | Манабендра Шах                                                                                      | 1946 год—1949 год | |  |
| | Колхапур | Махараджа | Шахаджи II                                                                                          | 1947 год—1949 год | |  |
| | Кочин | Махараджа | Рама Варма XVIII                                                                                    | 1948 год—1949 год | |  |
| | Куч-Бихар | Махараджа | Джагаддипендра Нарайян                                                                              | 1922 год—1949 год | |  |
| | Манипур | Махараджа | Бодхчандра Сингх                                                                                    | 1941 год—1949 год | |  |
| | Орчха | Махараджа | Вир Сингх II                                                                                        | 1930 год—1950 год | |  |
| | Рампур | наваб | Раза Али Хан                                                                                        | 1930 год—1949 год | |  |
| | Самтхар | Махараджа | Радха Чаран Сингх                                                                                   | 1935 год—1950 год | |  |
| | Сирохи | Махарао | Тедж Рам Сингх                                                                                      | 1946 год—1949 год | |  |
| | Траванкор | Махараджа | Читхира Тхирунал Баларама Варма II                                                                  | 1924 год—1949 год | |  |
| Флаг Индонезии | Соединённые Штаты Индонезии 27 декабря 1949 года образована федерация Соединённые Штаты Индонезии, состоящей из 16 государственных образований: Республика Индонезия (острова Ява и Суматра) с населением около 31 миллиона человек, и 15 созданных нидерландцами штатов с населением от 100 тысяч до 11 миллионов человек | Соединённые Штаты Индонезии 27 декабря 1949 года образована федерация Соединённые Штаты Индонезии, состоящей из 16 государственных образований: Республика Индонезия (острова Ява и Суматра) с населением около 31 миллиона человек, и 15 созданных нидерландцами штатов с населением от 100 тысяч до 11 миллионов человек | Президент                                                                                           | Сукарно | 1949 год—1950 год                                                                                         |  |
| Флаг Индонезии | Соединённые Штаты Индонезии 27 декабря 1949 года образована федерация Соединённые Штаты Индонезии, состоящей из 16 государственных образований: Республика Индонезия (острова Ява и Суматра) с населением около 31 миллиона человек, и 15 созданных нидерландцами штатов с населением от 100 тысяч до 11 миллионов человек | Соединённые Штаты Индонезии 27 декабря 1949 года образована федерация Соединённые Штаты Индонезии, состоящей из 16 государственных образований: Республика Индонезия (острова Ява и Суматра) с населением около 31 миллиона человек, и 15 созданных нидерландцами штатов с населением от 100 тысяч до 11 миллионов человек | Премьер-министр                                                                                     | Сусанто Тиртопроджо | 1949 год—1950 год                                                                                         |  |
| Флаг Индонезии | Флаг Индонезии | Республика Индонезия | Президент                                                                                           | Сукарно Ассаат | (1945 год—1949 год, 1950 год—1967 год) 1949 год—1950 год                                                  |  |
| Флаг Индонезии | Флаг Индонезии | Республика Индонезия | Премьер-министр                                                                                     | Мохаммад Хатта Сусанто Тиртопроджо | 1948 год—1949 год 1949 год—1950 год                                                                       |  |
| Флаг Индонезии | Флаг Индонезии | Республика Индонезия | 27 декабря 1949 года вошла в состав федерации Соединенные Штаты Индонезии                           | | |  |
| Флаг Индонезии | | Восточная Индонезия | Президент                                                                                           | Чокорда Где Рака Сукавати | 1946 год—1950 год                                                                                         |  |
| Флаг Индонезии | 27 декабря 1949 года вошла в состав федерации Соединенные Штаты Индонезии | Восточная Индонезия | | | |  |
| Флаг Индонезии | | Восточная Суматра | Президент                                                                                           | Тенгку Мансур | 1947 год—1950 год                                                                                         |  |
| Флаг Индонезии | 27 декабря 1949 года вошла в состав федерации Соединенные Штаты Индонезии | Восточная Суматра | | | |  |
| Флаг Индонезии | | Пасундан | Президент                                                                                           | Виранатакусума V | 1948 год—1950 год                                                                                         |  |
| Флаг Индонезии | Премьер-министр | Пасундан | Адил Пурадиреджа Джумана Вирьятмаджа                                                                | 1948 год—1949 год 1949 год—1950 год | |  |
| Флаг Индонезии | 27 декабря 1949 года вошел в состав федерации Соединенные Штаты Индонезии | Пасундан | | | |  |
| | Индонезийские султанаты | | | | |  |
| | Бачан (протекторат Нидерландов) | Султан | Мухаммад Мухсин                                                                                     | 1935 год—1949 год | |  |
| После образования 27 декабря 1949 года федерации Соединённые Штаты Индонезии вошел в ее состав; султанат сохранился до 1965 года как церемониальный | Бачан (протекторат Нидерландов) | | | | |  |
| | Джокьякарта (протекторат Нидерландов) | Султан | Хаменгкубувоно IX                                                                                   | 1939 год—1950 год/1988 год | |  |
| | Понтианак (протекторат Нидерландов) | Султан | Шериф Хамид II Алькадри                                                                             | 1945 год—1950 год | |  |
| | Сиак протекторат Нидерландов) | Султан | Зияриф Касим II                                                                                     | 1915 год—1949 год | |  |
| После образования 27 декабря 1949 года федерации Соединённые Штаты Индонезии вошел в ее состав                                                      | Сиак протекторат Нидерландов) | | | | |  |
| | Суракарта протекторат Нидерландов) | Сусухунан | Пакубовоно XII                                                                                      | 1945 год—1950 год/2004 год | |  |
| | Иордания 26 апреля 1949 года королевство Трансиордания переименовано в Иорданское Хашимитское королевство | Иордания 26 апреля 1949 года королевство Трансиордания переименовано в Иорданское Хашимитское королевство | Король                                                                                              | Абдалла ибн Хусейн | 1946 год—1951 год                                                                                         |  |
| Премьер-министр | Иордания 26 апреля 1949 года королевство Трансиордания переименовано в Иорданское Хашимитское королевство | Иордания 26 апреля 1949 года королевство Трансиордания переименовано в Иорданское Хашимитское королевство | Тавфик Абу аль-Худа                                                                                 | (1947 год—1950 год, 1951 год—1953 год, 1954 год—1955 год) | |  |
| | Ирак | Ирак | Король                                                                                              | Фейсал II | 1939 год—1958 год                                                                                         |  |
| Премьер-министр | Ирак | Ирак | Музахим аль-Баджаджи Нури ас-Саид Али Джавдат аль-Айюби                                             | 1948 год—1949 год (1930 год—1932 год, 1938 год—1940 год, 1941 год—1944 год, 1946 год—1947 год, 1949 год, 1950 год—1952 год, 1954 год—1957 год, 1958 год) (1934 год—1935 год, 1949 год—1950 год, 1957 год) | |  |
| | Иран | Иран | Шах                                                                                                 | Мохаммед Реза Пехлеви | 1941 год—1979 год                                                                                         |  |
| Премьер-министр | Иран | Иран | Мохаммед Саед                                                                                       | 1944 год, 1948 год—1950 год | |  |
| | Йеменское королевство | Йеменское королевство | Король                                                                                              | Ахмед бен Яхья Хамидаддин | 1948 год—1962 год                                                                                         |  |
| | Йеменские султанаты и шейхства (протекторат Великобритании Аден) | | | | |  |
| | | Алави | Шейх                                                                                                | Салих ибн Сайель аль-Алави | 1940 год—1967 год                                                                                         |  |
| | Акраби | Шейх | Мухаммад ибн Аль-Фадль аль-Акраби                                                                   | 1940 год—1957 год | |  |
| | Аудхали | султан | Салих ибн Аль-Хусейн                                                                                | 1928 год—1967 год | |  |
| | Верхний Аулаки | Султан | Авад ибн Салих                                                                                      | 1935 год—1967 год | |  |
| | Верхняя Яфа | Султан | Мухаммад II бин Салих аль-Хархара                                                                   | 1948 год—1967 год | |  |
| | Дали | Эмир | Али II бин Али аль-Амири                                                                            | 1947 год—1954 год | |  |
| | Касири | Султан | Джафар ибн аль-Мансур Аль-Хусейн ибн Али                                                            | 1938 год—1949 год 1949 год—1967 год | |  |
| | Куайти | Султан | Салех ибн Галиб аль-Куайти                                                                          | 1936 год—1956 год | |  |
| | Лахедж | Султан | Фадл V ибн Абд аль-Карим                                                                            | 1947 год—1952 год | |  |
| | Мафлахи | Шейх | Аль-Касим ибн Абд аль-Рахман                                                                        | 1920 год—1967 год | |  |
| | Нижний Аулаки | Султан | Насир III ибн Айдарус аль-Аулаки                                                                    | 1947 год—1967 год | |  |
| | Нижняя Яфа | Cултан | Айдарус ибн Мухсин аль-Афифи                                                                        | 1925 год—1958 год | |  |
| | Фадли | Cултан | Абдаллах IV бин Усман аль-Фадли                                                                     | 1941 год—1962 год | |  |
| | Шаиб | Шейх | Кассем ибн Али аль-Саклади                                                                          | 1948 год—1954 год | |  |
| | Камбоджа (протекторат Франции) | Камбоджа (протекторат Франции) | Король                                                                                              | Нородом Сианук | 1941 год—1955 год, 1993 год—2004 год                                                                      |  |
| | Катар (протекторат Великобритании) | Катар (протекторат Великобритании) | Эмир                                                                                                | Абдаллах бин Джасим Аль Тани Али бин Абдалла Аль Тани | 1913 год—1949 год 1949 год—1960 год                                                                       |  |
| | Китайская Народная Республика Провозглашена 1 октября 1949 года на материковой части Китая после победы коммунистов в гражданской войне | Китайская Народная Республика Провозглашена 1 октября 1949 года на материковой части Китая после победы коммунистов в гражданской войне | Генеральный секретарь ЦК Коммунистической партии Китая                                              | Мао Цзэдун | 1943 год—1976 год                                                                                         |  |
| Председатель | Китайская Народная Республика Провозглашена 1 октября 1949 года на материковой части Китая после победы коммунистов в гражданской войне | Китайская Народная Республика Провозглашена 1 октября 1949 года на материковой части Китая после победы коммунистов в гражданской войне | Мао Цзэдун                                                                                          | 1949 год—1959 год | |  |
| Премьер Госсовета | Китайская Народная Республика Провозглашена 1 октября 1949 года на материковой части Китая после победы коммунистов в гражданской войне | Китайская Народная Республика Провозглашена 1 октября 1949 года на материковой части Китая после победы коммунистов в гражданской войне | Чжоу Эньлай                                                                                         | 1949 год—1976 год | |  |
| | Китайская Республика После поражения в гражданской войне 9 декабря 1949 года правительство Китайской Республики оставило материковую часть Китая и перебралось на остров Тайвань | Китайская Республика После поражения в гражданской войне 9 декабря 1949 года правительство Китайской Республики оставило материковую часть Китая и перебралось на остров Тайвань | Председатель национального правительства                                                            | Чан Кайши Ли Цзунжэнь | 1943 год—1949 год 1949 год—1950 год                                                                       |  |
| Председатель Исполнительного Юаня | Китайская Республика После поражения в гражданской войне 9 декабря 1949 года правительство Китайской Республики оставило материковую часть Китая и перебралось на остров Тайвань | Китайская Республика После поражения в гражданской войне 9 декабря 1949 года правительство Китайской Республики оставило материковую часть Китая и перебралось на остров Тайвань | Сунь Фо Хэ Инцинь Янь Сишань                                                                        | (1932 год, 1948 год—1949 год) 1949 год 1949 год—1950 год | |  |
| | Корейская Народно-Демократическая Республика Провозглашена 9 сентября 1948 года в советской зоне оккупации Кореи | Корейская Народно-Демократическая Республика Провозглашена 9 сентября 1948 года в советской зоне оккупации Кореи | Председатель ЦК Трудовой партии Кореи                                                               | Ким Ир Сен | 1949 год—1966 год                                                                                         |  |
| Председатель Президиума Верховного народного собрания                                                                                               | Корейская Народно-Демократическая Республика Провозглашена 9 сентября 1948 года в советской зоне оккупации Кореи | Корейская Народно-Демократическая Республика Провозглашена 9 сентября 1948 года в советской зоне оккупации Кореи | Ким Ду Бон                                                                                          | 1948 год—1957 год | |  |
| Председатель кабинета министров | Корейская Народно-Демократическая Республика Провозглашена 9 сентября 1948 года в советской зоне оккупации Кореи | Корейская Народно-Демократическая Республика Провозглашена 9 сентября 1948 года в советской зоне оккупации Кореи | Ким Ир Сен                                                                                          | 1948 год—1972 год | |  |
| | Кувейт (протекторат Великобритании) | Кувейт (протекторат Великобритании) | Шейх                                                                                                | Ахмед аль-Джабер ас-Сабах (Ахмед I) | 1921 год—1950 год                                                                                         |  |
| | Лаос (протекторат Франции) 19 июля 1949 года образовано королевство Лаос | Лаос (протекторат Франции) 19 июля 1949 года образовано королевство Лаос | Король                                                                                              | Сисаванг Вонг | 1946 год—1959 год                                                                                         |  |
| Премьер-министр | Лаос (протекторат Франции) 19 июля 1949 года образовано королевство Лаос | Лаос (протекторат Франции) 19 июля 1949 года образовано королевство Лаос | Бун Ум                                                                                              | 1949 год—1950 год, 1960 год—1962 год | |  |
| Флаг Ливана | Ливан | Ливан | Президент                                                                                           | Бишара эль-Хури | 1943 год, 1943 год—1952 год                                                                               |  |
| Флаг Ливана | Ливан | Ливан | Премьер-министр                                                                                     | Риад ас-Сольх | 1943 год—1945 год, 1946 год—1951 год                                                                      |  |
| | Малайская Федерация Образована в январе 1948 года | Малайская Федерация Образована в январе 1948 года | Король                                                                                              | Георг VI | 1948 год—1952 год                                                                                         |  |
| Малайские султанаты (протектораты Великобритании). После образования Малайской Федерации правителям малайских султанатов вернулись их полномочия    | | | | | |  |
| | Джохор | Султан | Ибрагим аль Масихур                                                                                 | 1895 год—1957 год | |  |
| | Кедах | Cултан | Бадлишах                                                                                            | 1943 год—1958 год | |  |
| | Келантан | Султан | Ибрагим                                                                                             | 1944 год—1960 год | |  |
| | Негери-Сембилан | Ямтуан бесар | Абдул Рахман                                                                                        | 1933 год—1960 год | |  |
| | Паханг | Султан | Абу Бакар Риайат ад-дин Муаззам-шах                                                                 | 1932 год—1974 год | |  |
| | Перак | Султан | Юсуф Иззуддин                                                                                       | 1948 год—1963 год | |  |
| | Перлис | Раджа | Путра ибни Ал-Мархум                                                                                | 1945 год—2000 год | |  |
| | Селангор | Султан | Хисамуддин                                                                                          | 1938 год—1960 год | |  |
| | Тренгану | Султан | Исмаил Насируддин Шах                                                                               | 1945 год—1979 год | |  |
| | Мальдивы (протекторат Великобритании) | Мальдивы (протекторат Великобритании) | султан                                                                                              | Абдул Маджид Диди | 1944 год—1952 год                                                                                         |  |
| | Монгольская Народная Республика | Монгольская Народная Республика | Генеральный секретарь ЦК Монгольской народной партии                                                | Юмжагийн Цеденбал | 1940 год—1954 год                                                                                         |  |
| Председатель Президиума Великого Государственного Хурала                                                                                            | Монгольская Народная Республика | Монгольская Народная Республика | Гончигийн Бумцэнд                                                                                   | 1940 год—1953 год | |  |
| Премьер-министр | Монгольская Народная Республика | Монгольская Народная Республика | Хорлогийн Чойбалсан                                                                                 | 1939 год—1952 год | |  |
| | Непал | Непал | Король                                                                                              | Трибхуван | 1911 год—1955 год                                                                                         |  |
| Премьер-министр | Непал | Непал | Мохан Шамшер Рана                                                                                   | 1948 год—1951 год | |  |
| | Оман (протекторат Великобритании) | Оман (протекторат Великобритании) | Султан                                                                                              | Саид бин Таймур | 1932 год—1970 год                                                                                         |  |
| Флаг Пакистана | Пакистан доминион Великобритании | Пакистан доминион Великобритании | Король                                                                                              | Георг VI | 1947 год—1950 год                                                                                         |  |
| Флаг Пакистана | Пакистан доминион Великобритании | Пакистан доминион Великобритании | Генерал-губернатор                                                                                  | Мухаммад Али Джинна Хаваджа Назимуддин | 1948 год—1951 год                                                                                         |  |
| Флаг Пакистана | Пакистан доминион Великобритании | Пакистан доминион Великобритании | Премьер-министр                                                                                     | Лиакат Али Хан | 1947 год—1951 год                                                                                         |  |
| Флаг Пакистана | Пакистан доминион Великобритании | Пакистан доминион Великобритании | В 1947—1950 годах бывшие княжества Британской Индии присоединились к Индийскому Союзу или Пакистану | | |  |
| | | Дир | Наваб                                                                                               | Мохаммад Шах Джахан Хан | 1925 год—1960 год                                                                                         |  |
| | Калат | Хан | Ахмад Яр                                                                                            | 1933 год—1955 год | |  |
| | Лас Бела | Хан | Гулям Кадир                                                                                         | 1937 год—1955 год | |  |
| | Макран | Наваб | Баи Хан Гишки Балох                                                                                 | 1948 год—1955 год | |  |
| | Хунза | мир | Мухаммад Джамаль Хан                                                                                | 1945 год—1974 год | |  |
| | Читрал | мехтар | Музаффар уль-Мульк                                                                                  | 1943 год—1949 год | |  |
| | Саудовская Аравия | Саудовская Аравия | Король                                                                                              | Абдул-Азиз Аль Сауд | 1932 год—1953 год                                                                                         |  |
| | Сикким (протекторат Великобритании) | Сикким (протекторат Великобритании) | Чогьял                                                                                              | Таши Намгьял | 1914 год—1963 год                                                                                         |  |
| | Сирия | Сирия | Президент                                                                                           | Шукри Аль-Куатли Хусни Аз-Заим Хашим Аль-Атаси | (1943 год—1949 год, 1955 год—1958 год) 1949 год (1936 год—1939 год, 1949 год—1951 год, 1954 год—1955 год) |  |
| Премьер-министр | Сирия | Сирия | Халед Аль-Азем Хусни Аз-Заим Мухсин Аль-Барази Хашим Аль-Атаси Назим аль-Кудси                      | (1941 год, 1946 год, 1948 год—1949 год, 1949 год—1950 год, 1951 год, 1962 год—1963 год) 1949 год (1949 год, 1950 год—1951 год)                                                                            | |  |
| Флаг Таиланда | Таиланд (Сиам) В 1949 году государству возвращено название Таиланд | Таиланд (Сиам) В 1949 году государству возвращено название Таиланд | Король                                                                                              | Рама IX (Пхумипон Адульядет) | 1946 год—2016 год                                                                                         |  |
| Флаг Таиланда | Таиланд (Сиам) В 1949 году государству возвращено название Таиланд | Таиланд (Сиам) В 1949 году государству возвращено название Таиланд | Премьер-министр                                                                                     | Пибун Сонгкрам (Плек Пибунсонгкрам) | 1938 год—1944 год, 1948 год—1957 год                                                                      |  |
| | Тибет | Тибет | Далай-лама                                                                                          | Далай-лама XIV (Тэнцзин Гьямцхо) | 1940 год—1951 год                                                                                         |  |
| | Турция | Турция | Президент                                                                                           | Исмет Инёню | 1938 год—1950 год                                                                                         |  |
| Премьер-министр | Турция | Турция | Хасан Сака Шемсеттин Гюналтай                                                                       | 1947 год—1949 год 1949 год—1950 год | |  |
| | Филиппины | Филиппины | Президент                                                                                           | Эльпидио Кирино | 1948 год—1953 год                                                                                         |  |
| | Цейлон (доминион Великобритании) | Цейлон (доминион Великобритании) | Король                                                                                              | Георг VI | 1948 год—1952 год                                                                                         |  |
| Генерал-губернатор | Цейлон (доминион Великобритании) | Цейлон (доминион Великобритании) | Генри Монк-Мейсон Мур Гервальд Рэмсботам                                                            | 1948 год—1949 год 1949 год—1954 год | |  |
| Премьер-министр | Цейлон (доминион Великобритании) | Цейлон (доминион Великобритании) | Дон Стивен Сенанаяке                                                                                | 1948 год—1952 год | |  |
| | Южная Корея | Южная Корея | Президент                                                                                           | Ли Сын Ман | 1948 год—1960 год                                                                                         |  |
| Премьер-министр | Южная Корея | Южная Корея | Ли Бом Сок                                                                                          | 1948 год—1950 год | |  |
| | Япония | Япония | Император                                                                                           | Хирохито (император Сёва) | 1926 год—1989 год                                                                                         |  |
| Премьер-министр | Япония | Япония | Сигэру Ёсида                                                                                        | 1946 год—1947 год, 1948 год—1954 год | |  |

## Африка
| Флаг               | Страна | Страна | Должность                                  | Имя                                                                | Начало и конец срока                 | Фото |
| ------------------ | --- | --- | ------------------------------------------ | ------------------------------------------------------------------ | ------------------------------------ | ---- |
|                    | Буганда (протекторат Великобритании)                                                                                       | Буганда (протекторат Великобритании)                                                                                       | кабака                                     | Мутеса II                                                          | 1939 год—1962 год                    |      |
|                    | Бурунди (Подопечная территория ООН)                                                                                        | Бурунди (Подопечная территория ООН)                                                                                        | Мвами (король)                             | Мвамбутса IV                                                       | 1915 год—1966 год                    |      |
|                    | Египет | Египет | Король                                     | Фарук I                                                            | 1936 год—1952 год                    |      |
| Премьер-министр    | Египет | Египет | Ибрагим Абдель Хади-паша Хусейн Сирри-паша | 1948 год—1949 год (1940 год—1942 год, 1949 год—1950 год, 1952 год) |                                      |      |
|                    | Занзибар (протекторат Великобритании)                                                                                      | Занзибар (протекторат Великобритании)                                                                                      | Султан                                     | Халифа ибн Харуб                                                   | 1911 год—1960 год                    |      |
|                    | Киренаика Государство провозглашено 1 марта 1949 года на «национальной конференции» в Бенгази при поддержке Великобритании | Киренаика Государство провозглашено 1 марта 1949 года на «национальной конференции» в Бенгази при поддержке Великобритании | Эмир                                       | Мухаммад Идрис ас-Сануси                                           | 1949 год—1951 год                    |      |
|                    | Либерия | Либерия | Президент                                  | Уильям Табмен                                                      | 1944 год—1971 год                    |      |
|                    | Марокко (протекторат Франции)                                                                                              | Марокко (протекторат Франции)                                                                                              | Султан                                     | Мухаммед V                                                         | 1927 год—1953 год, 1955 год—1957 год |      |
|                    | Руанда (Подопечная территория ООН)                                                                                         | Руанда (Подопечная территория ООН)                                                                                         | мвами                                      | Мутара III                                                         | 1931 год—1959 год                    |      |
|                    | Салум (протекторат Франции)                                                                                                | Салум (протекторат Франции)                                                                                                | маад                                       | Фоде Но Гуйе Диуф                                                  | 1935 год—1969 год                    |      |
|                    | Свазиленд (протекторат Великобритании)                                                                                     | Свазиленд (протекторат Великобритании)                                                                                     | нгвеньяма (король)                         | Собуза II                                                          | 1899 год—1982 год                    |      |
|                    | Тунис (протекторат Франции)                                                                                                | Тунис (протекторат Франции)                                                                                                | Бей                                        | Мухаммад VIII аль-Амин                                             | 1943 год—1956 год                    |      |
|                    | Эфиопия | Эфиопия | Император                                  | Хайле Селассие                                                     | 1930 год—1936 год, 1941 год—1974 год |      |
| Премьер-министр    | Эфиопия | Эфиопия | Мэконнын Эндалькачоу                       | 1942 год—1957 год                                                  |                                      |      |
|                    | Южно-Африканский Союз | Южно-Африканский Союз | Король                                     | Георг VI                                                           | 1936 год—1952 год                    |      |
| Генерал-губернатор | Южно-Африканский Союз | Южно-Африканский Союз | Гидеон Бранд ван Зюль                      | 1946 год—1950 год                                                  |                                      |      |
| Премьер-министр    | Южно-Африканский Союз | Южно-Африканский Союз | Даниель Франсуа Малан                      | 1948 год—1954 год                                                  |                                      |      |

## Европа
| Флаг                                                          | Страна | Страна | Должность                                                   | Имя | Начало и конец срока | Фото |
| ------------------------------------------------------------- | --- | --- | ----------------------------------------------------------- | --- | --- | ---- |
| Флаг Австрии                                                  | Австрия | Австрия | Федеральный президент                                       | Карл Реннер                                                                                               | 1945 год—1950 год |      |
| Флаг Австрии                                                  | Австрия | Австрия | Федеральный канцлер                                         | Леопольд Фигль                                                                                            | 1945 год—1953 год |      |
|                                                               | Албания | Албания | Первый секретарь Центрального Комитета                      | Энвер Ходжа                                                                                               | 1941 год—1985 год |      |
| Председатель Президиума Народного собрания                    | Албания | Албания | Омер Нишани                                                 | 1946 год—1953 год                                                                                         | |      |
| Председатель Совета министров                                 | Албания | Албания | Энвер Ходжа                                                 | 1946 год—1954 год                                                                                         | |      |
| Флаг Андорры                                                  | Андорра | Андорра | Соправители                                                 | Венсан Ориоль Президент Французской Республики                                                            | 1947 год—1954 год |      |
| Флаг Андорры                                                  | Андорра | Андорра | Соправители                                                 | Рамон Иглеисас-и-Навори Епископ Урхельский                                                                | 1943 год—1969 год |      |
| Флаг Бельгии                                                  | Бельгия | Бельгия | Король                                                      | Леопольд III                                                                                              | 1934 год—1951 год |      |
| Флаг Бельгии                                                  | Бельгия | Бельгия | Премьер-министр                                             | Поль-Анри Спаак Гастон Эйскенс                                                                            | (1938 год—1939 год, 1946 год, 1947 год—1949 год) (1949 год—1950 год, 1958 год—1961 год, 1968 год—1973 год)                  |      |
|                                                               | Народная Республика Болгария | Народная Республика Болгария | Генеральный секретарь ЦК Болгарской коммунистической партии | Георгий Дмитров Вылко Червенков                                                                           | 1948 год—1949 год 1949 год—1954 год                                                                                         |      |
| Председатель Президиума Народного собрания                    | Народная Республика Болгария | Народная Республика Болгария | Минчо Нейчев                                                | 1947 год—1950 год                                                                                         | |      |
| Председатель Совета министров                                 | Народная Республика Болгария | Народная Республика Болгария | Георгий Дмитров Васил Коларовл                              | 1946 год—1949 год 1949 год—1950 год                                                                       | |      |
|                                                               | Ватикан | Ватикан | Папа                                                        | Пий XII                                                                                                   | 1939 год—1958 год |      |
|                                                               | Великобритания | Великобритания | Король                                                      | Георг VI                                                                                                  | 1936 год—1952 год |      |
| Премьер-министр                                               | Великобритания | Великобритания | Клемент Эттли                                               | 1945 год—1951 год                                                                                         | |      |
|                                                               | Венгерская Народная Республика 18 августа 1949 году была принята новая Конституция, изменившая название страны на «Венгерская Народная Республика»                          | Венгерская Народная Республика 18 августа 1949 году была принята новая Конституция, изменившая название страны на «Венгерская Народная Республика»                          | Президент                                                   | Арпад Сакашич                                                                                             | 1948 год—1949 год |      |
| Генеральный секретарь ЦК Венгерской партии трудящихся         | Венгерская Народная Республика 18 августа 1949 году была принята новая Конституция, изменившая название страны на «Венгерская Народная Республика»                          | Венгерская Народная Республика 18 августа 1949 году была принята новая Конституция, изменившая название страны на «Венгерская Народная Республика»                          | Матьяш Ракоши                                               | 1948 год—1956 год                                                                                         | |      |
| Председатель Президиума Венгерской Народной Республики        | Венгерская Народная Республика 18 августа 1949 году была принята новая Конституция, изменившая название страны на «Венгерская Народная Республика»                          | Венгерская Народная Республика 18 августа 1949 году была принята новая Конституция, изменившая название страны на «Венгерская Народная Республика»                          | Арпад Сакашич                                               | 1949 год—1950 год                                                                                         | |      |
| Премьер-министр                                               | Венгерская Народная Республика 18 августа 1949 году была принята новая Конституция, изменившая название страны на «Венгерская Народная Республика»                          | Венгерская Народная Республика 18 августа 1949 году была принята новая Конституция, изменившая название страны на «Венгерская Народная Республика»                          | Иштван Доби                                                 | 1948 год—1952 год                                                                                         | |      |
|                                                               | Германская Демократическая Республика Образована 7 октября 1949 года на месте бывшей советской оккупационной зоны Германии на территории Восточной Германии                 | Германская Демократическая Республика Образована 7 октября 1949 года на месте бывшей советской оккупационной зоны Германии на территории Восточной Германии                 | Сопредседатели Социалистической единой партия Германии      | Вильгельм Пик Отто Гротеволь                                                                              | 1946 год—1950 год |      |
| Президент                                                     | Германская Демократическая Республика Образована 7 октября 1949 года на месте бывшей советской оккупационной зоны Германии на территории Восточной Германии                 | Германская Демократическая Республика Образована 7 октября 1949 года на месте бывшей советской оккупационной зоны Германии на территории Восточной Германии                 | Иоганнес Дикман (и. о.) Вильгельм Пик                       | (1949 год, 1960 год) 1949 год—1960 год                                                                    | |      |
| Председатель правительства                                    | Германская Демократическая Республика Образована 7 октября 1949 года на месте бывшей советской оккупационной зоны Германии на территории Восточной Германии                 | Германская Демократическая Республика Образована 7 октября 1949 года на месте бывшей советской оккупационной зоны Германии на территории Восточной Германии                 | Отто Гротеволь                                              | 1949 год—1964 год                                                                                         | |      |
|                                                               | Греция 30 марта 1946 года в Греции началась гражданская война | Греция 30 марта 1946 года в Греции началась гражданская война | Король                                                      | Павел I                                                                                                   | 1947 год—1964 год |      |
| Премьер-министр                                               | Греция 30 марта 1946 года в Греции началась гражданская война | Греция 30 марта 1946 года в Греции началась гражданская война | Темистоклис Софулис Александрос Диомидис                    | (1924 год, 1945 год—1946 год, 1947 год—1949 год) 1949 год—1950 год                                        | |      |
| Флаг Дании                                                    | Дания | Дания | Король                                                      | Фредерик IX                                                                                               | 1947 год—1972 год |      |
| Флаг Дании                                                    | Дания | Дания | Премьер-министр                                             | Ханс Хеттофт                                                                                              | 1947 год—1950 год, 1953 год—1955 год                                                                                        |      |
| Флаг Ирландии                                                 | Ирландия | Ирландия | Президент                                                   | Шон Томас О’Келли                                                                                         | 1945 год—1959 год |      |
| Флаг Ирландии                                                 | Ирландия | Ирландия | Премьер-министр (тишек)                                     | Джон Костелло                                                                                             | 1948 год—1951 год, 1954 год—1957 год                                                                                        |      |
| Флаг Исландии                                                 | Исландия | Исландия | Президент                                                   | Свейдн Бьёрнссон                                                                                          | 1944 год—1952 год |      |
| Флаг Исландии                                                 | Исландия | Исландия | Премьер-министр                                             | Стефаун Йоуханн Стефаунссон Оулавюр Триггвасон Торс                                                       | 1947 год—1949 год (1942 год, 1944 год—1947 год, 1949 год—1950 год, 1953 год—1956 год, 1959 год—1961 год, 1962 год—1963 год) |      |
|                                                               | Испания | Испания | Каудильо                                                    | Франсиско Франко                                                                                          | 1936 год—1975 год |      |
| Премьер-министр                                               | Испания | Испания | Франсиско Франко                                            | 1938 год—1973 год                                                                                         | |      |
|                                                               | Италия | Италия | Президент                                                   | Луиджи Эйнауди                                                                                            | 1948 год—1955 год |      |
| Премьер-министр                                               | Италия | Италия | Альчиде Де Гаспери                                          | 1945 год—1953 год                                                                                         | |      |
|                                                               | Лихтенштейн | Лихтенштейн | Князь                                                       | Франц Иосиф II                                                                                            | 1938 год—1989 год |      |
| Премьер-министр                                               | Лихтенштейн | Лихтенштейн | Александр Фрик                                              | 1945 год—1962 год                                                                                         | |      |
| Флаг Люксембурга                                              | Люксембург | Люксембург | Великая герцогиня                                           | Шарлотта                                                                                                  | 1919 год—1964 год |      |
| Флаг Люксембурга                                              | Люксембург | Люксембург | Премьер-министр                                             | Пьер Дюпон                                                                                                | 1937 год—1953 год |      |
| Флаг Монако                                                   | Монако | Монако | Князь                                                       | Луи II Ренье III                                                                                          | 1922 год—1949 год 1949 год—2005 год                                                                                         |      |
| Флаг Монако                                                   | Монако | Монако | Премьер-министр                                             | Пьер Бланши (и. о.) Жак Рюэф                                                                              | (1944 год, 1949 год, 1962 год—1963 год) 1949 год—1950 год                                                                   |      |
| Флаг Нидерландов                                              | Нидерланды | Нидерланды | Королева                                                    | Юлиана | 1948 год—1980 год |      |
| Флаг Нидерландов                                              | Нидерланды | Нидерланды | Премьер-министр                                             | Виллем Дрес                                                                                               | 1948 год—1958 год |      |
| Флаг Норвегии                                                 | Норвегия | Норвегия | Король                                                      | Хокон VII                                                                                                 | 1905 год—1957 год |      |
| Флаг Норвегии                                                 | Норвегия | Норвегия | Премьер-министр                                             | Эйнар Герхардсен                                                                                          | 1945 год—1951 год, 1955 год—1963 год, 1963 год—1965 год                                                                     |      |
| Флаг Польши                                                   | Польская Народная Республика | Польская Народная Республика | Председатель ЦК Польской объединенной рабочей партии        | Болеслав Берут                                                                                            | 1948 год—1956 год |      |
| Флаг Польши                                                   | Польская Народная Республика | Польская Народная Республика | Президент                                                   | Болеслав Берут                                                                                            | 1947 год—1952 год |      |
| Флаг Польши                                                   | Польская Народная Республика | Польская Народная Республика | Председатель Совета министров                               | Юзеф Циранкевич                                                                                           | 1947 год—1952 год |      |
|                                                               | Португалия | Португалия | Президент                                                   | Ошкар Кармона                                                                                             | 1926 год—1951 год |      |
| Премьер-министр                                               | Португалия | Португалия | Антониу ди Салазар                                          | 1932 год—1968 год                                                                                         | |      |
|                                                               | Румынская Народная Республика | Румынская Народная Республика | Генеральный секретарь ЦК Румынской коммунистической партии  | Георге Георгиу-Деж                                                                                        | 1944 год—1954 год |      |
| Председатель Президиума Великого национального собрания       | Румынская Народная Республика | Румынская Народная Республика | Константин Пархон                                           | 1948 год—1952 год                                                                                         | |      |
| Премьер-министр                                               | Румынская Народная Республика | Румынская Народная Республика | Петру Гроза                                                 | 1945 год—1952 год                                                                                         | |      |
| Флаг Сан-Марино                                               | Сан-Марино | Сан-Марино | Капитаны-регенты                                            | Джордано Джакомини и Доменико Томассони Ферруччо Мартелли и Примо Бульи Винченцо Педини и Агостино Бьорди | 1948 год—1949 год 1949 год 1949 год—1950 год                                                                                |      |
|                                                               | Союз Советских Социалистических Республик | Союз Советских Социалистических Республик | Генеральный секретарь ЦК ВКП(б)                             | Иосиф Сталин                                                                                              | 1925 год—1952 год |      |
| Председатель Президиума Верховного Совета СССР                | Союз Советских Социалистических Республик | Союз Советских Социалистических Республик | Николай Шверник                                             | 1946 год—1953 год                                                                                         | |      |
| Председатель Совета министров                                 | Союз Советских Социалистических Республик | Союз Советских Социалистических Республик | Иосиф Сталин                                                | 1946 год—1953 год                                                                                         | |      |
|                                                               | Федеративная Республика Германии Провозглашена 23 мая 1949 года на территориях, расположенных на американской, британской и французской зонах оккупации Германии (Тризония) | Федеративная Республика Германии Провозглашена 23 мая 1949 года на территориях, расположенных на американской, британской и французской зонах оккупации Германии (Тризония) | Федеральный президент                                       | Теодор Хойс                                                                                               | 1949 год—1959 год |      |
| Федеральный канцлер                                           | Федеративная Республика Германии Провозглашена 23 мая 1949 года на территориях, расположенных на американской, британской и французской зонах оккупации Германии (Тризония) | Федеративная Республика Германии Провозглашена 23 мая 1949 года на территориях, расположенных на американской, британской и французской зонах оккупации Германии (Тризония) | Конрад Аденауэр                                             | 1949 год—1963 год                                                                                         | |      |
|                                                               | Финляндия | Финляндия | Президент                                                   | Юхо Кусти Паасикиви                                                                                       | 1946 год—1956 год |      |
| Премьер-министр                                               | Финляндия | Финляндия | Карл-Август Фагерхольм                                      | 1948 год—1950 год, 1956 год—1957 год, 1958 год—1959 год                                                   | |      |
|                                                               | Франция | Франция | Президент                                                   | Венсан Ориоль                                                                                             | 1947 год—1954 год |      |
| Премьер-министр                                               | Франция | Франция | Анри Кёй Жорж Бидо                                          | (1948 год—1949 год, 1950 год, 1951 год) 1949 год—1950 год                                                 | |      |
|                                                               | Чехословацкая Социалистическая Республика | Чехословацкая Социалистическая Республика | Президент                                                   | Клемент Готвальд                                                                                          | 1948 год—1953 год |      |
| Генеральный секретарь ЦК Коммунистической партии Чехословакии | Чехословацкая Социалистическая Республика | Чехословацкая Социалистическая Республика | Рудольф Сланский                                            | 1945 год—1951 год                                                                                         | |      |
| Премьер-министр                                               | Чехословацкая Социалистическая Республика | Чехословацкая Социалистическая Республика | Антонин Запотоцкий                                          | 1948 год—1953 год                                                                                         | |      |
| Флаг Швейцарии                                                | Швейцария | Швейцария | Президент                                                   | Эрнст Нобс                                                                                                | 1949 год |      |
|                                                               | Швеция | Швеция | Король                                                      | Густав V                                                                                                  | 1907 год—1950 год |      |
| Премьер-министр                                               | Швеция | Швеция | Таге Фритьоф Эрландер                                       | 1946 год—1969 год                                                                                         | |      |
|                                                               | Югославия | Югославия | Генеральный секретарь Центрального Комитета                 | Иосип Броз Тито                                                                                           | 1945 год—1980 год |      |
| Председатель Президиума Народной скупщины Югославии           | Югославия | Югославия | Иван Рибар                                                  | 1945 год—1953 год                                                                                         | |      |
| Председатель Правительства                                    | Югославия | Югославия | Иосип Броз Тито                                             | 1945 год—1963 год                                                                                         | |      |

## Океания
| Флаг                | Страна                             | Должность               | Имя                                                      | Начало и конец срока                | Фото |
| ------------------- | ---------------------------------- | ----------------------- | -------------------------------------------------------- | ----------------------------------- | ---- |
|                     | Австралия                          | Король                  | Георг VI                                                 | 1936 год—1952 год                   |      |
| Генерал-губернатор  | Австралия                          | Уильям Маккелл          | 1947 год—1953 год                                        |                                     |      |
| Премьер-министр     | Австралия                          | Бен Чифли Роберт Мензис | 1945 год—1949 год (1939 год—1941 год, 1949 год—1966 год) |                                     |      |
| Флаг Новой Зеландии | Новая Зеландия                     | Король                  | Георг VI                                                 | 1936 год—1952 год                   |      |
| Флаг Новой Зеландии | Новая Зеландия                     | Генерал-губернатор      | Бернард Фрейберг                                         | 1946 год—1952 год                   |      |
| Флаг Новой Зеландии | Новая Зеландия                     | Премьер-министр         | Питер Фрейзер Сидней Холланд                             | 1940 год—1949 год 1949 год—1957 год |      |
| Флаг Тонги          | Тонга (протекторат Великобритании) | Королева                | Салоте Тупоу III                                         | 1918 год—1965 год                   |      |
| Флаг Тонги          | Тонга (протекторат Великобритании) | Премьер                 | Соломон Ула Ата Тауфа’ахау Тупоулахи                     | 1941 год—1949 год 1949 год—1957 год |      |

## Северная и Центральная Америка
| Флаг                          | Страна                    | Должность                          | Имя                                                                                   | Начало и конец срока                                                                                      | Фото |
| ----------------------------- | ------------------------- | ---------------------------------- | ------------------------------------------------------------------------------------- | --- | ---- |
|                               | Гаити                     | Президент                          | Дюмарсе Эстиме                                                                        | 1946 год—1950 год                                                                                         |      |
| Флаг Гватемалы                | Гватемала                 | Президент                          | Хуан Хосе Аревало                                                                     | 1945 год—1951 год                                                                                         |      |
| Флаг Гондураса                | Гондурас                  | Президент                          | Тибурсио Кариас Андино Хуан Мануэль Гальвес                                           | (1924 год, 1933 год—1949 год) 1949 год—1954 год                                                           |      |
| Флаг Доминиканской Республики | Доминиканская Республика  | Президент                          | Рафаэль Трухильо                                                                      | 1930 год—1938 год, 1942 год—1952 год                                                                      |      |
|                               | Канада                    | Король                             | Георг VI                                                                              | 1936 год—1952 год                                                                                         |      |
| Генерал-губернатор            | Канада                    | Харольд Александер                 | 1946 год—1952 год                                                                     | |      |
| Премьер-министр               | Канада                    | Луи Сен-Лоран                      | 1948 год—1957 год                                                                     | |      |
|                               | Коста-Рика                | Президент                          | Хосе Фигерес Феррер Отилио Улате Бланко                                               | (1948 год—1949 год, 1953 год—1958 год, 1970 год—1974 год) 1949 год—1953 год                               |      |
|                               | Куба                      | Президент                          | Карлос Прио Сокаррас                                                                  | 1948 год—1952 год                                                                                         |      |
| Премьер-министр               | Куба                      | Мануэль Антонио де Варона-и-Лоредо | 1948 год—1950 год                                                                     | |      |
|                               | Мексика                   | Президент                          | Мигель Алеман Вальдес                                                                 | 1946 год—1952 год                                                                                         |      |
|                               | Никарагуа                 | Президент                          | Виктор Мануэль Роман-и-Рейес                                                          | 1947 год—1950 год                                                                                         |      |
|                               | Панама                    | Президент                          | Доминго Диас Аросемена Даниэль Чанис Пинсон Роберто Чиари Ремон Арнульфо Ариас Мадрид | 1948 год—1949 год 1949 год (1949 год, 1960 год—1964 год) (1940 год—1941 год, 1949 год—1951 год, 1968 год) |      |
| Флаг Сальвадора               | Сальвадор                 | Президент                          | Революционный правящий совет                                                          | 1948 год—1950 год                                                                                         |      |
|                               | Соединённые Штаты Америки | Президент                          | Гарри Трумэн                                                                          | 1945 год—1953 год                                                                                         |      |

## Южная Америка
| Флаг           | Страна    | Должность | Имя                                                                              | Начало и конец срока                         | Фото |
| -------------- | --------- | --------- | -------------------------------------------------------------------------------- | -------------------------------------------- | ---- |
| Флаг Аргентины | Аргентина | Президент | Хуан Доминго Перон                                                               | 1946 год—1955 год, 1973 год—1974 год         |      |
| Флаг Боливии   | Боливия   | Президент | Энрике Эрцог Гарайсабаль Мамерто Урриолагоитиао                                  | 1947 год—1949 год 1949 год—1951 год          |      |
|                | Бразилия  | Президент | Эурику Гаспар Дутра                                                              | 1946 год—1951 год                            |      |
|                | Венесуэла | Президент | Карлос Дельгадо Чальбо                                                           | 1948 год—1950 год                            |      |
| Флаг Колумбии  | Колумбия  | Президент | Мариано Оспина Перес                                                             | 1946 год—1950 год                            |      |
|                | Парагвай  | Президент | Хуан Наталисио Гонсалес Раймундо Ролон Фелипе Молас Лопес Федерико Чавес Кариага | 1948 год—1949 год 1949 год 1949 год—1954 год |      |
|                | Перу      | Президент | Мануэль Одриа                                                                    | 1948 год—1950 год, 1950 год—1956 год         |      |
| Флаг Уругвая   | Уругвай   | Президент | Луис Батлье Беррес                                                               | 1947 год—1951 год                            |      |
| Флаг Чили      | Чили      | Президент | Габриэль Гонсалес Видела                                                         | 1946 год—1952 год                            |      |
| Флаг Эквадора  | Эквадор   | Президент | Гало Пласа Лассо                                                                 | 1948 год—1952 год                            |      |

## Комментарии
1. ↑  Избран 16 мая 1948, занял пост 17 февраля 1949 года.
2. ↑  С 19 декабря 1948 года вместе с другими руководителями Индонезии был интернирован голландской армией на острове Банка. Функции главы правительства на свободной территории Республики исполнял Шафруддин Правиранегара
3. ↑  Эмир Трансиодании с 1921 года.
4. ↑  Отрекся от трона в 1949 году в пользу старшего сына Али
5. ↑  С 7 августа 1949 года на Тайване.
6. ↑  Правительство эвакуировалось на Тайвань из столицы республики города Чунцина 28 ноября. Последние министры правительства вылетели из Чэнду на Тайвань 27 декабря 1949 года перед занятием города войсками 1-й полевой армии НОАК.
7. ↑  Подал в отставку 3 марта 1949 года, распустил правительство Гоминьдана и передал власть генералу Хэ Иньцину.
8. ↑  Председатель Временного Народного комитета с 8 февраля 1946 года, председатель Народного комитета с 19 февраля 1947 года.
9. ↑  Скончался 11 сентября 1948 года.
10. ↑  Свергнут в результате переворота 11 апреля 1949 года, осуществлённого Хусни аль-Займом. Источники называют разные даты отставки аль-Куатли: от 30 марта до 16 апреля 1949 года.
11. ↑  Военный. Временный президент до 25 июня. Свергнут полковником Сами аль-Хиннави и расстрелян 14 августа 1949 года.
12. ↑  С 13 августа пост был вакантен. Фактически власть была в руках полковника Сами аль-Хиннави, свергнутого в результате переворота 14 декабря 1949 года.
13. ↑  Расстрелян 14 августа 1949 года.
14. ↑  Осенью 1944 года вывезен с семьей в Австрию. После освобождения в мае 1945 года правительство запретило Леопольду как коллаборационисту возвращаться на родину (хотя формально он не был низложен). С 1944 года было установлено регентство брата Леопольда, принца Шарля.
15. ↑  Скончался 2 июля 1949 года.
16. ↑  Правительство подало в отставку 6 октября 1949 года.
17. ↑  Ушёл в отставку по состоянию здоровья.
18. ↑  Вице-президент с 1948 года. Ушёл в отставку под давлением командования Национальной гвардии.
19. ↑  Министр здравоохранения и общественных работ, двоюродный брат командующего Национальной гвардией полковника Хосе Антонио Ремона Кантеры. Временный президент.
20. ↑  Объявлен победителем на президентских выборах 1948 года.
21. ↑  Подал в отставку 7 мая 1949 года.
22. ↑  Вице-президент, с 7 мая исполняющий обязанности президента, с 22 октября временный президент, с 24 октября 1949 года президент Боливии.
23. ↑  Свергнут в ходе военного переворота.
24. ↑  Военный, министр обороны, руководитель переворота 30 января, свергнут в результате нового военного переворота.
25. ↑  Снят с поста решением руководства партии «Колорадо» за нарушение партийного единства и отклонение от партийного курса.
26. ↑  Министр иностранных дел. Назначен на пост временного президента решением руководства партии «Колорадо».